# 段进虎
段进虎（1952年8月—），男，陕西韩城人，中华人民共和国军事人物，中国人民解放军少将，曾任青海省军区政治委员，陕西省军区政治委员。